# Lars Schmidt
Lars Schmidt, född 11 juni 1917 i Uddevalla, död 18 oktober 2009 i Tanumshede, var en svensk teaterförläggare och teaterproducent.

## Biografi
Som teateragent i New York fick Lars Schmidt, redan under andra världskriget, rättigheter till stora delar av den moderna amerikanska teaterrepertoaren, som han sedan genom sitt företag Nordiska Teaterförlaget vidarebefordrade till europeiska teatrar. Ganska snart började han också verka som producent. 
Hans 1947 erhållna subförlagsrätt till Rodgers & Hammersteins verk lade grunden till en betydande musikalkatalog hos förlaget, ur vilken särskilt Teaterbåten (1927), Oklahoma! (1943), Annie Get Your Gun (1946) och Kiss Me, Kate (1949) hade framgång på nordiska scener. 
Efter sin allra största framgång, My Fair Lady, producerade han bland annat West Side Story och Jesus Christ Superstar, men var också verksam som teaterdirektör och regissör i Paris. Teaterförlaget såldes 1975 och finns sedan dess i Köpenhamn. Det heter numera Nordiska ApS International Performing Rights Agency.
Schmidt var gift 1941–1950 med Ingrid Dickson, född Hallner, 1958–1979 (även om vissa nämner skilsmässa 1975) med skådespelaren Ingrid Bergman och senare till sin död med Yanne Norup Schmidt. En son i första äktenskapet omkom som barn under lek. Kristina Belfrage födde Schmidts son Kristian 1978.
År 1995 utgavs Schmidts memoarer Mitt livs teater.